# Vaccinium stamineum
Vaccinium stamineum е вид растение от семейство Пиренови (Ericaceae). Видът е незастрашен от изчезване.

## Разпространение
Vaccinium stamineum е разпространен в Северна Америка, включително в Онтарио, източната и централната част на САЩ и части от Мексико.